# Боро Пейчинов
Боро Пейчинов (на македонска литературна норма: Боро Пејчинов) е културен деец от Северна Македония. Работи като филмов режисьор, карикатурист, сатирик, сценарист, сценограф, аниматор, чертожник, илюстратор и дизайнер.

## Биография
Боро Пейчинов е роден на 14 септември 1942 година в леринското село Баница, днес Веви, Гърция. По време на гражданската война в Гърция е изведен от страната заедно с други около 30 000 деца, т. нар. деца бежанци. Установява се в Социалистическа република Македония и от 1961 година следва архитектура в Скопския университет. Между 1967 и 1969 година работи като карикатурист-илюстратор и новинар в списание „Журнал“, а от 1970 година в редакцията на „Остен“ като карикатурист. През 1972 година следва анимация към „Загреб филм“ под ръководството на Душан Вукотич. Между 1964 и 1977 година е сътрудник на РТВ Скопие, а от 1977 година работи в продуцентската компания „Вардар филм“. Носител е на редица награди, живее в Скопие.

## Награди
- 1978 ФЮДКФ, Белград, златен медал за режисура на анимиран филм / „Отпор“
- 1978 ФЮДКФ, Белград, награда „Желимир Матко“ на списание Филмограф / „Отпор“
- 1978 ФЮДКФ, Белград, диплома „Кекец“ / „Отпор“
- 1978 МФФ, Оберхаузен, главна награда / „Отпор“
- 1978 МФФ, Анеси, главна награда / „Отпор“
- 1978 МФФ, Краков, специјална награда / „Отпор“
- 1978 кандидат за Оскар от Югославия / „Отпор“

## Филмография
- 1974/75 ВИНИ ПУ (сценарист, режисьор, анимация, сценография, дизайн), МТВ Скопје
- 1977 Ближни наши (аниматор, режисьор, сценарист)
- 1978 Отпор (аниматор, режисьор, сценарист)
- 1978 Растење (аниматор, режисьор, сценарист)
- 1985 Epur si muove (аниматор, режисьор, сценарист)
- 1986 Тоа е мојот живот (аниматор, режисьор, сценарист)
- 1988 Леонардо – настинка (режисьор, сценарист)
- 1988 Леонардо – прошетка (режисьор, сценарист)
- 1988 Леонардо – творец (режисьор, сценарист)